# Steinkreuz bei Röthenbach

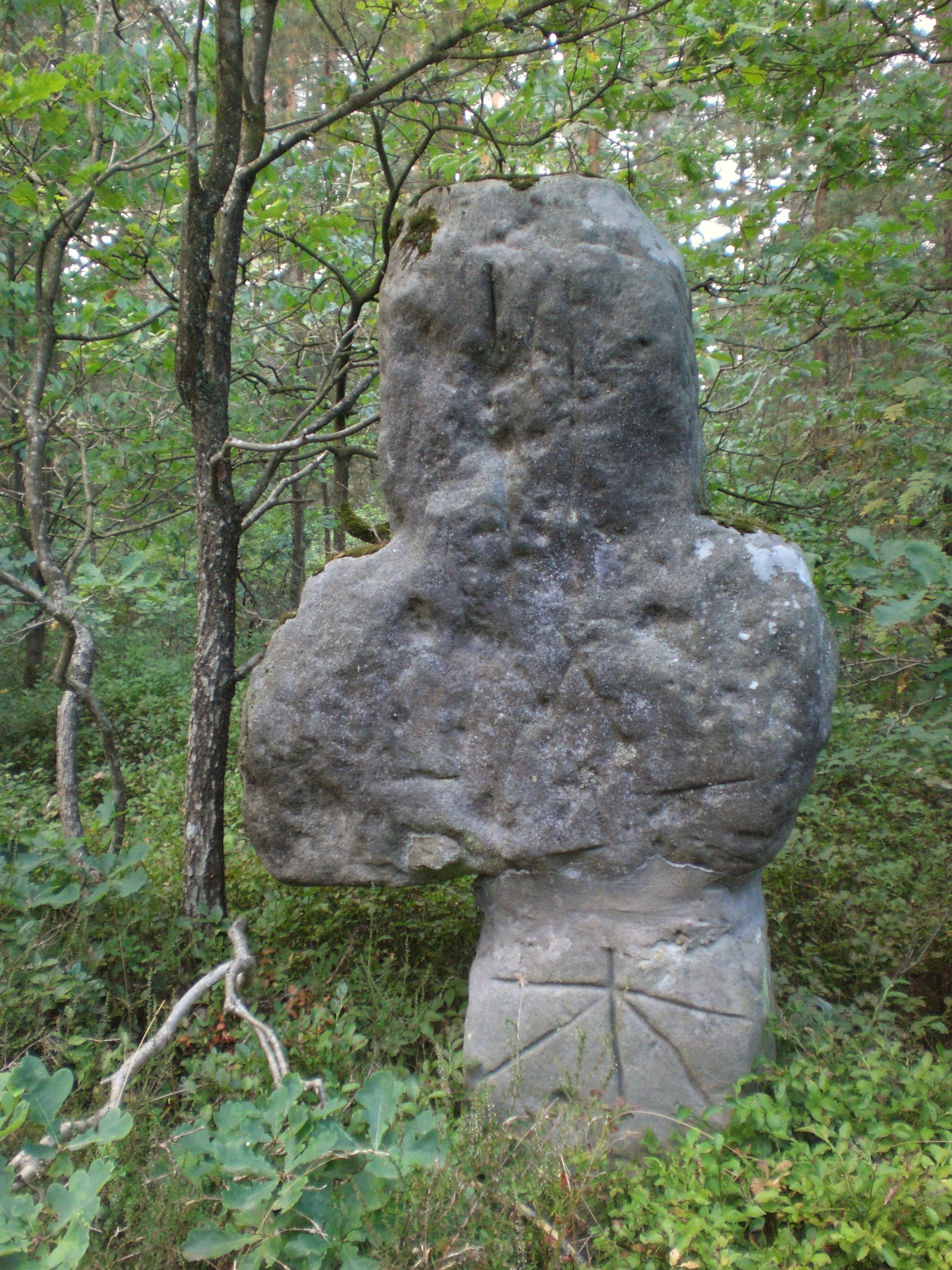
Steinkreuz bei Röthenbach

Das Steinkreuz bei Röthenbach ist ein historisches Sühnekreuz im gemeindefreien Gebiet Winkelhaid im mittelfränkischen Landkreis Nürnberger Land in Bayern.

## Lage
Das Steinkreuz befindet sich etwa 1,1 Kilometer westlich von Röthenbach bei Altdorf und 1,1 Kilometer nördlich von Ludersheim. Gut sichtbar steht es dort westlich an einer von der Kreisstraße LAU 13 abzweigenden Forststraße. Die Verwaltung der Bayerischen Staatsforsten hat 2017 vor Ort eine Informationstafel aufgestellt.

## Geschichte und Sage
Die Entstehungszeit soll um 1500 sein. Im 16. Jahrhundert kam ein jüngeres, zweites Sühnekreuz hinzu, das der Sage nach am ursprünglichen Standort die Grabstelle von Offizieren des Dreißigjährigen Krieges markierte. Auf einer historischen Karte von Schunter aus dem Jahre 1720 wird an der Stelle des Kreuzes ein Marterl gezeigt. Die beiden Steinkreuze waren allerdings im 19. Jahrhundert beim Ausbau des Feldweges nach Ungelstetten zu der heutigen Kreisstraße LAU 13 im Weg und wurden um 50 Meter nach Nordwesten transloziert.
Als man die Kreuze dort herausnahm, um sie zu versetzen, wurden sie beschädigt, und man grub nach, fand dabei aber nichts. Aus den erhalten gebliebenen Resten der beiden Kreuze wurde das heute aus zwei unterschiedlich alten Teilen bestehende Mahnmal errichtet.
Das bayerische Urkataster zeigt in den 1810er Jahren noch beide Steinkreuze an ihrem ursprünglichen Standort.

## Beschreibung
Das massive Sühnekreuz ist aus Sandstein und etwa 110 cm hoch, 90 cm breit und 30 cm tief. Die Verwitterungserscheinungen sind ziemlich stark ausgeprägt. Die Einkratzungen auf der (östlichen) Vorderseite könnten eine Pflugschar darstellen. Diese können jedoch auch neueren Datums sein. Der rechte Arm des älteren, oberen Kreuzes fehlt. Im Kreuzungsfeld befinden sich die Reste einer Einzeichnung. Unterhalb des Querbalkens befindet sich eine Bruchstelle, der untere Teil mit Einkratzungen scheint stammt von dem jüngeren Kreuz. Die Kreuze wurde versetzt und standen früher an einem Feldweg.

## Bilder

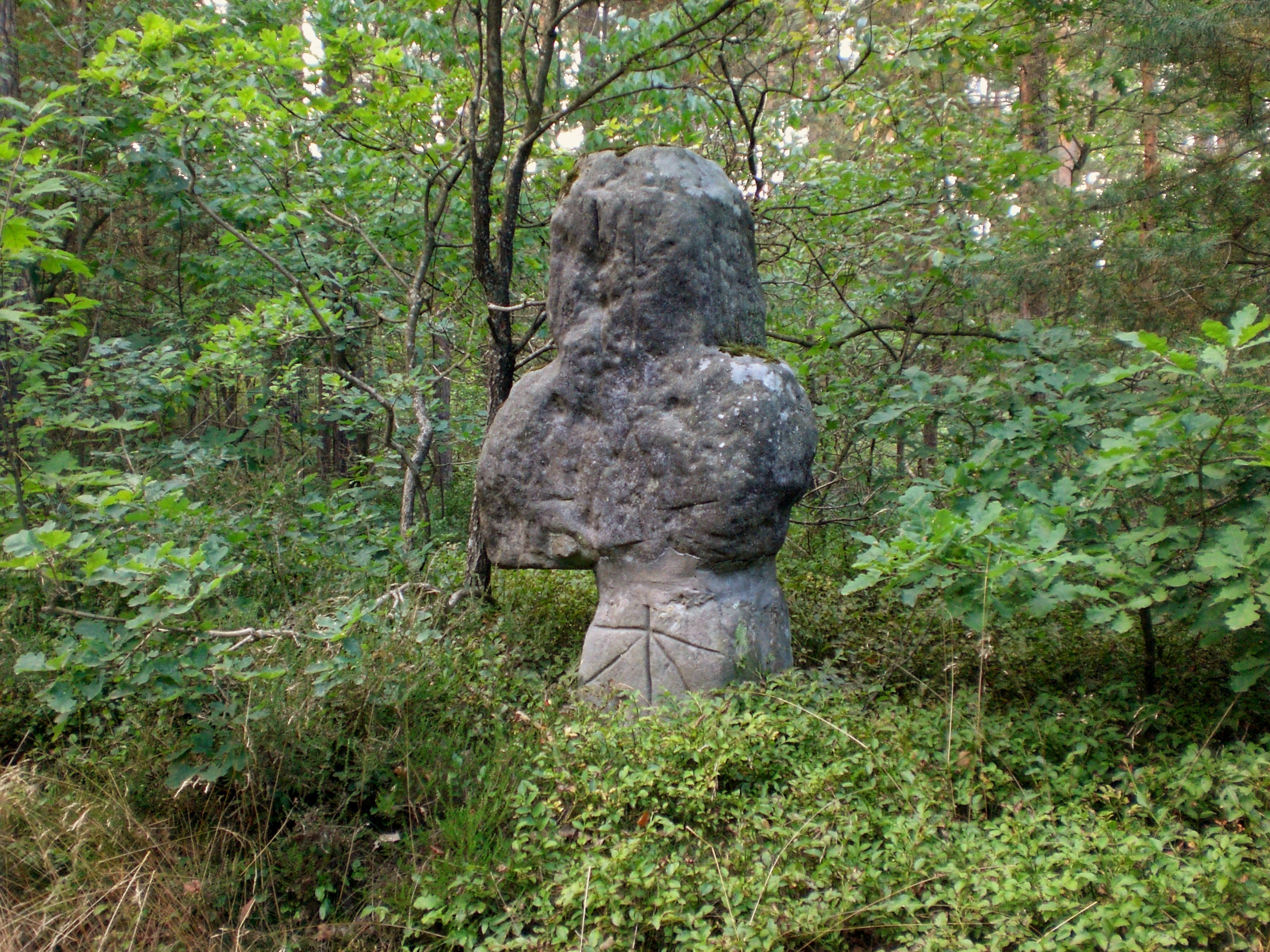
Blick auf den Standort
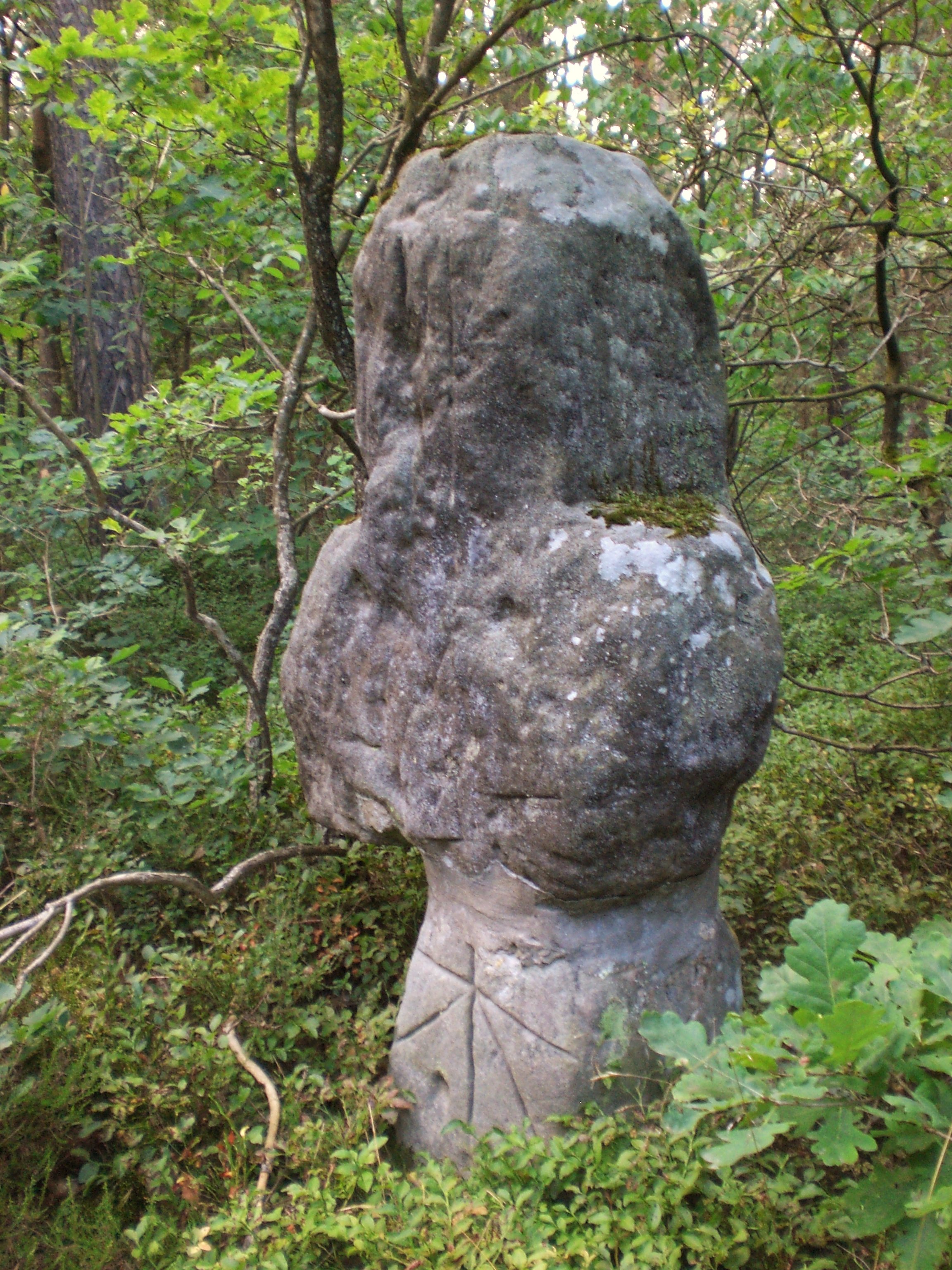
Perspektive
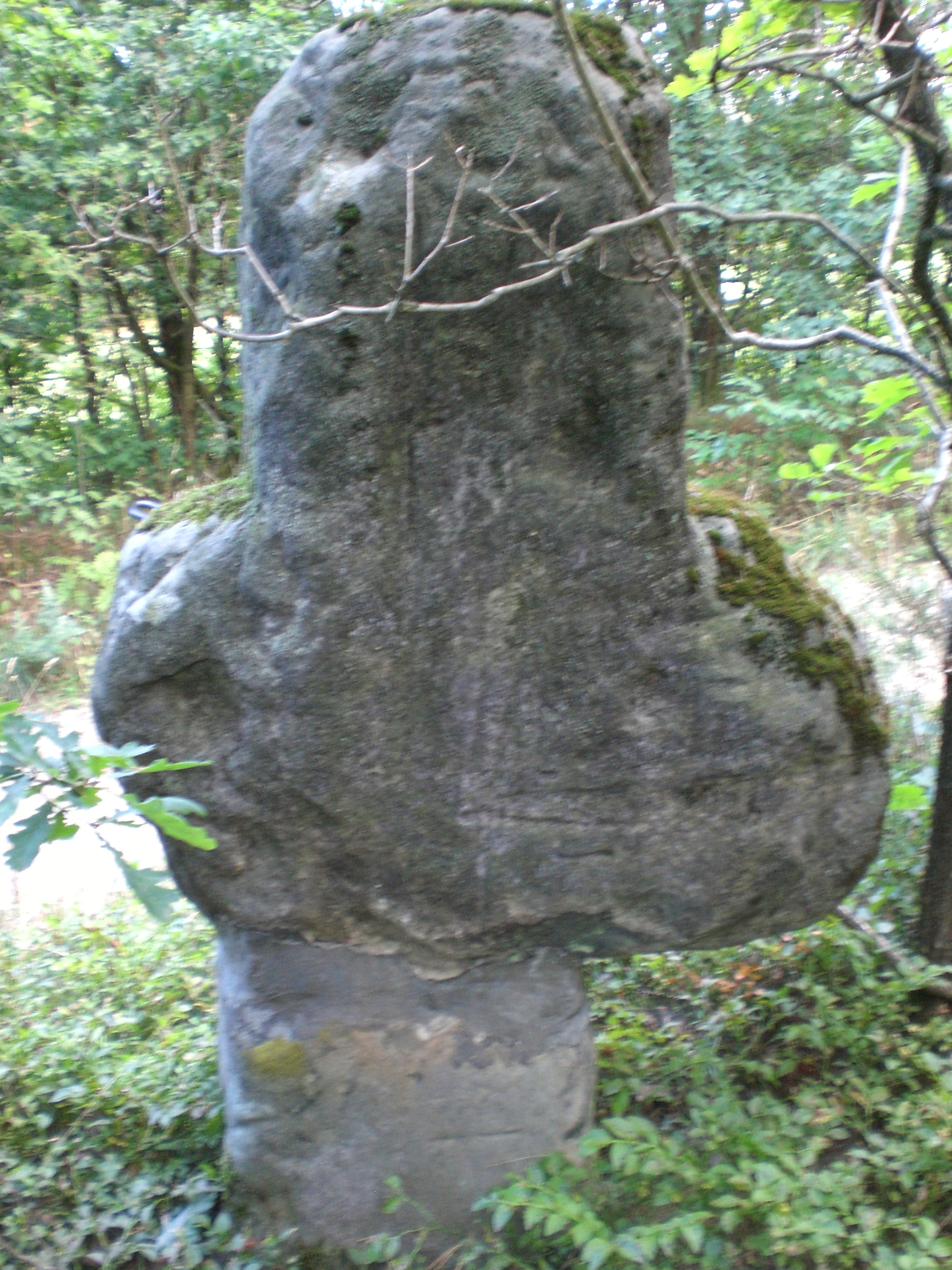
Rückansicht von Westen
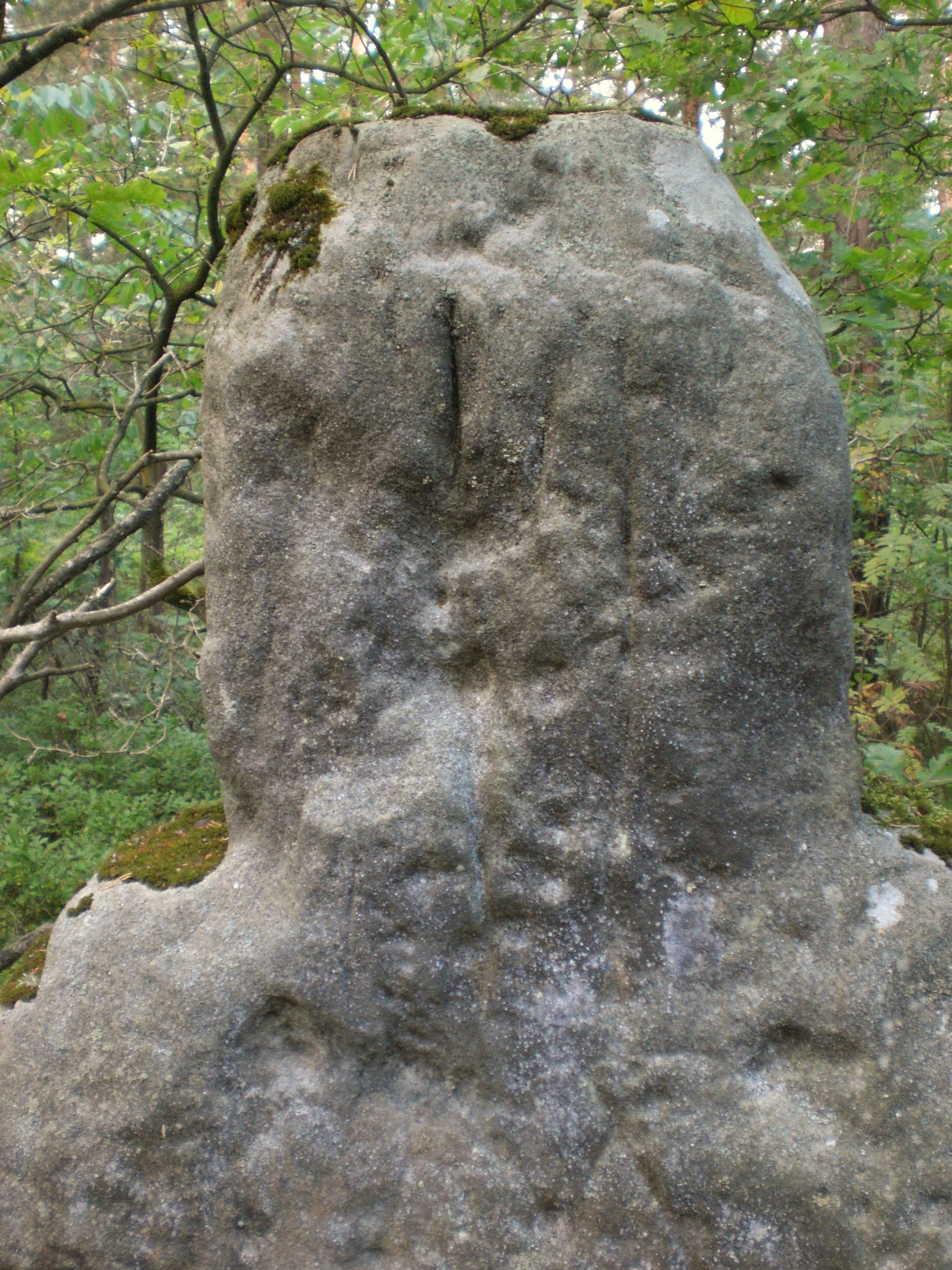
Einritzungen im Kopfteil
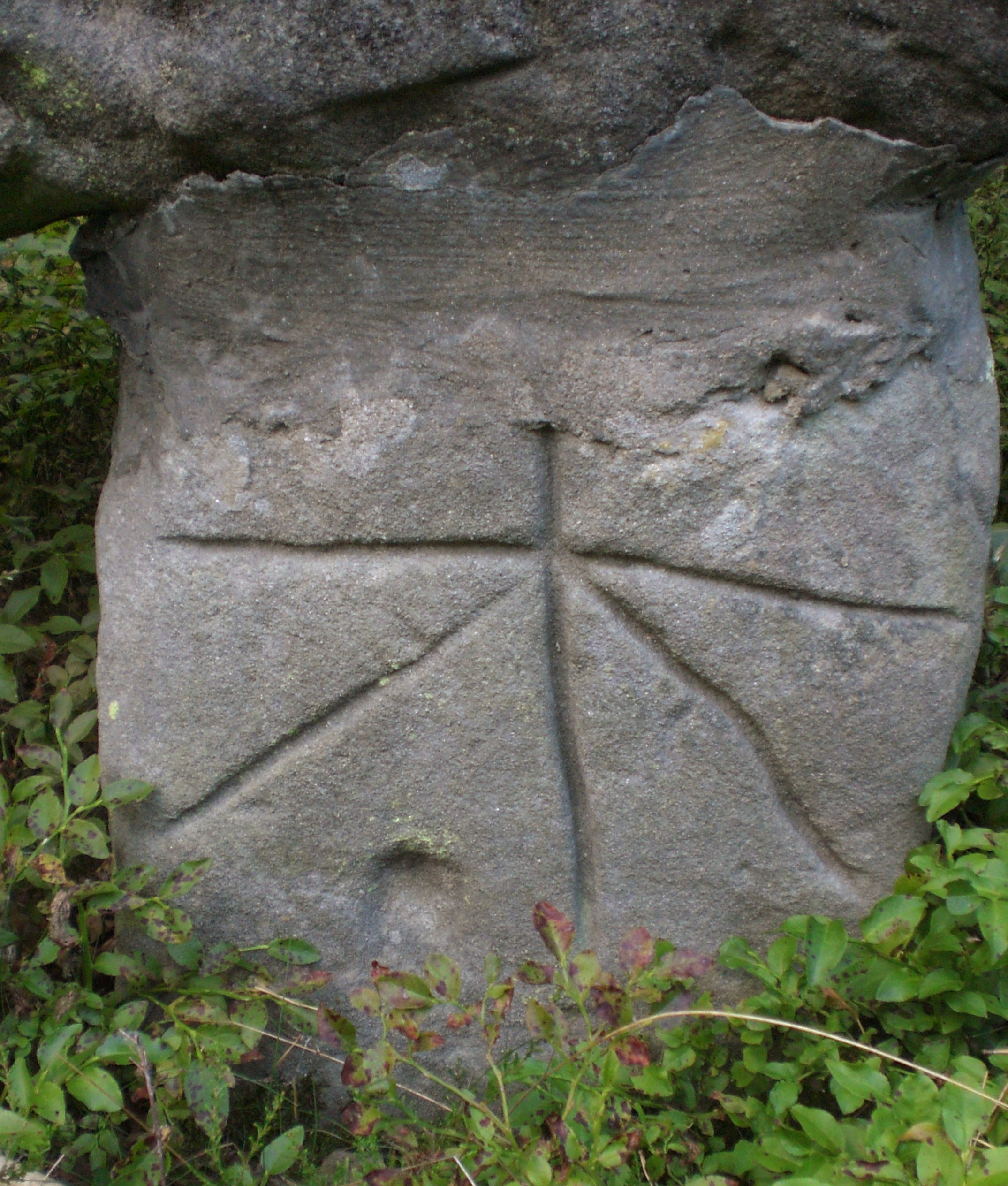
Einritzung im Sockel